# 자야바르만 7세

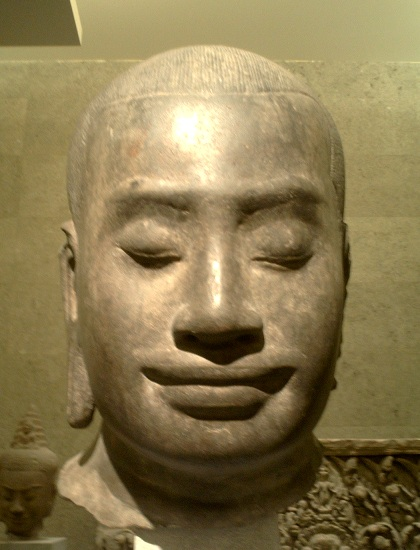
자야바르만 7세의 동상

자야바르만 7세(Jayavarman VII, 크메르어: ជ័យវរ្ម័នទី៧)(1125년 - 1218년)는 크메르 제국(1181-1218)의 가장 위대한 왕으로 평가받는 왕이다. 다란인드라바르만 2세(1150-1160)와 그의 아내 스리 자아라자쿠다마니의 아들로 태어났다. 자야라자데비와 결혼한 후 그녀가 죽자 그녀의 동생인 인드라데비와 결혼을 하였다. 이 두 여자는 그에게 불교에 대한 엄청난 영감을 고취시켜, 불교에 헌신하게 하였다. 그 이전에 불교 신자인 왕은 한 명밖에 없었다.

## 자야바르만 7세의 초기 생애
자야바르만 7세는 어린 시절을 수도에서 멀리 떨어져 보낸 것으로 보인다. 참족들과 섞여 살았으며, 참족들은 힌두교와 불교를 크메르와 공유하고 산스크리트어를 공식 언어로 이용했다.

## 자야바르만의 참족과의 전투
1150년 수르야바르만이 죽자, 왕국은 내전의 풍화에 휩싸이게 되었다. 이 기회를 틈타 지금의 베트남 남부에 있던 참족이 1177년 메콩강과 똔레삽 호수를 타고 수로로 침공을 하였다. 참족은 크메르의 수도인 야소다라푸라를 약탈하고, 왕을 죽이는 데 성공한다. 그러나 나중에 자야바르만 7세가 되는 크메르의 왕자는 가신들을 거느리고 호수와 육지의 전투에서 승리하여 참족을 물리친다. 1181년 자야바르만은 왕좌에 등극하고, 앙코르 왕조의 가장 위대한 왕이 되었다.

## 자야바르만의 건축물
폐허가 된 야소다라푸라에 자야바르만은 성벽도시인 앙코르 톰과 바이욘 사원을 건설한다. 바이욘 사원의 석벽 부조는 참족과 왕의 전투 장면뿐만 아니라 부근의 촌락민들의 삶을 묘사하고 있다. 자야바르만 때는 타프롬과 프레아칸과 같은 사원이 건설하여, 그의 부모에게 바친다. 이 대형 공사로 인해 국가의 종교는 힌두교에서 대승 불교로 바뀌게 된다. 자야바르만 자신이 불교 신자가 되었기 때문이다. 자야바르만 7세의 통치기간 동안 힌두교 사원은 모두 부처로 상을 모셔두게 된다. 그리하여 앙코르 왓도 불교 사원이 된다. 그의 사후에 힌두교는 다시 부활하게 되고, 14세기에 소승 불교가 자리를 잡을 때까지 불상을 훼손하는 대규모의 운동이 벌어진다.

## 같이 보기
- 캄보디아의 역사